# Карпенето
Карпенѐто (на италиански: Carpeneto; на пиемонтски: Carpnej, Карпъней) е село и община в Северна Италия, провинция Алесандрия, регион Пиемонт. Разположено е на 329 m надморска височина. Населението на общината е 966 души (към 2010 г.).